# Pekonsaari (ö i Södra Karelen, Villmanstrand)
Pekonsaari är en ö i Finland. Den ligger i sjön Virmajärvi och i kommunen Savitaipale i den ekonomiska regionen  Villmanstrands ekonomiska region  och landskapet Södra Karelen, i den södra delen av landet, 170 km nordost om huvudstaden Helsingfors. Öns area är 1,5 hektar och dess största längd är 220 meter i sydväst-nordöstlig riktning.